# Erik Møller

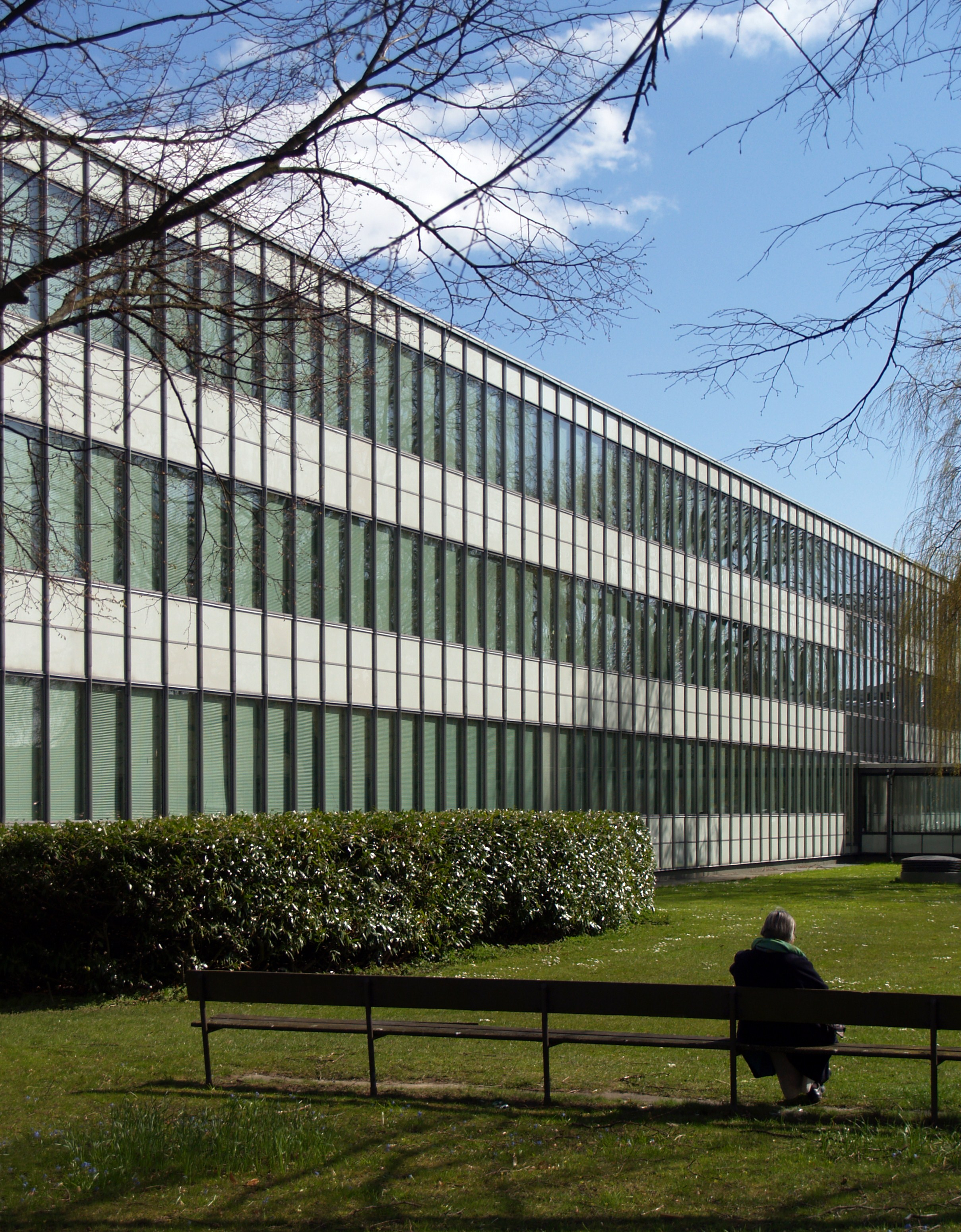
Zusammen mit Arne Jacobsen entwickeltes Rathaus von Rødovre (1955–1956)

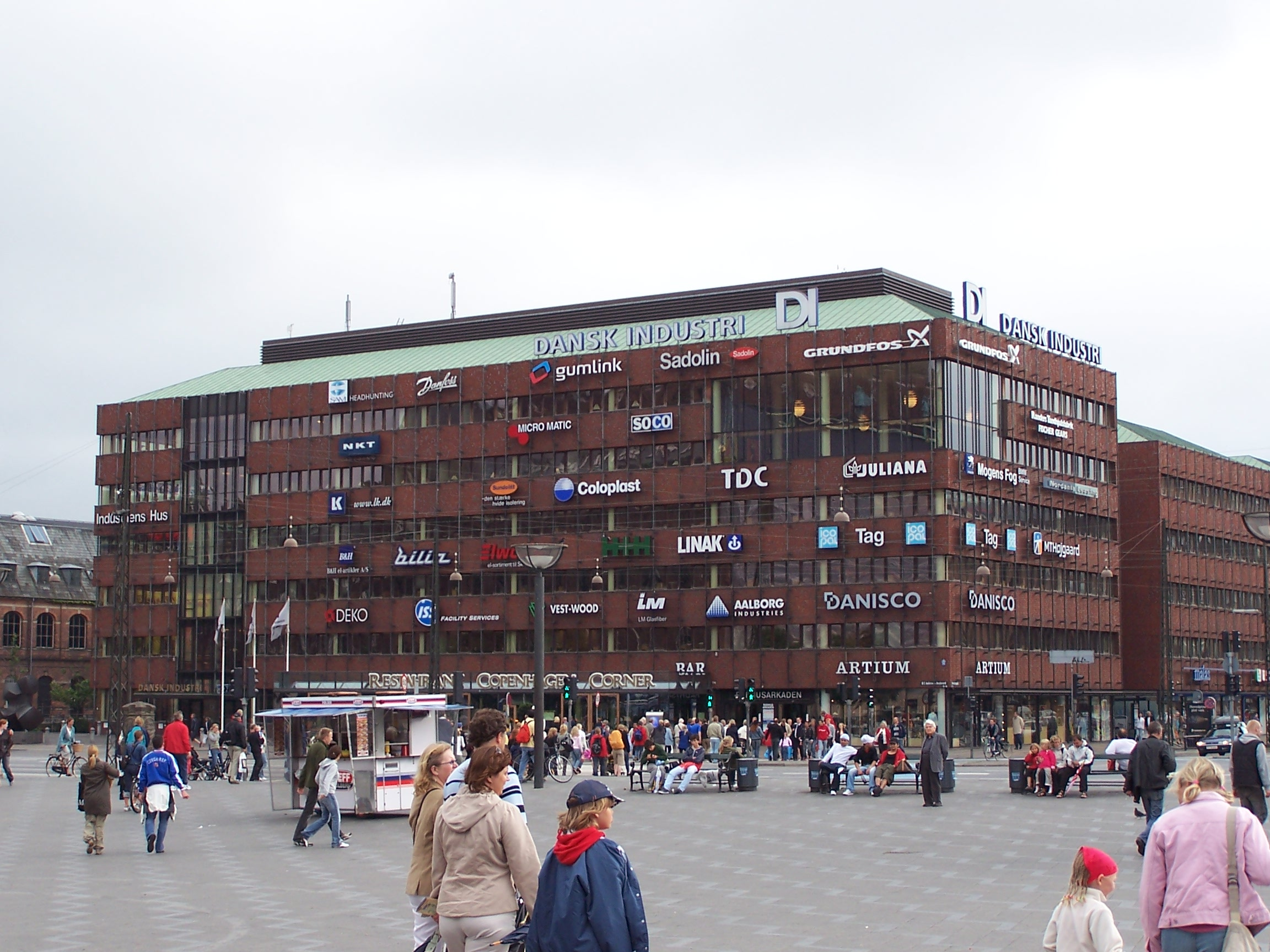
Industriens Hus am Rådhuspladsen im Zentrum von Kopenhagen (1977–1979)

Svend Erik Møller (* 7. November 1909 in Aarhus; † 24. März 2002) war ein dänischer Architekt.

## Leben
Ab 1930 war Møller als Architekt selbstständig in einem Büro mit zwei Partnern. Er kooperierte bei mehreren Projekten mit Arne Jacobsen. Zusammen gewannen sie 1936 den Architekturwettbewerb für das neue Rathaus von Aarhus. Während der Bauzeit des funktionalistischen Gebäudes von 1938 bis 1942 überwachte Møller die Arbeiten vor Ort, während Jacobsen an anderen Projekten in Kopenhagen arbeitete. In der gleichen Zeit arbeiteten sie auch am neuen Rathaus von Søllerød. Nach dem Weltkrieg, vor dem Jacobsen ins neutrale Schweden floh, setzten sie ihre Zusammenarbeit fort. Von 1955 bis 1956 entwickelten sie das Rathaus von Rødovre, eines der ersten Gebäude mit einer Curtain-Wall-Fassade in Dänemark. Anschließend trennten sich ihre Wege. Erik Møller prägte die Bezeichnung „gläserne Zigarrenkiste“ für Arne Jacobsens SAS Royal Hotel, das eine fast identische Fassadengestaltung wie das gemeinsam entwickelte Rathaus von Rødovre hat.
1959 war er für die Erweiterung der Kopenhagener Niederlassung der dänischen Kaufhauskette Magasin du Nord am Kongens Nytorv zuständig. An das 1893 errichtete Hauptgebäude baute er einen vierstöckigen Neubau an, der ebenfalls eine Curtain Wall-Fassade bekam. 1965 entwarf und baute er das erste Gebäude des Bella Centers, das 1975 umgebaut wurde als das Veranstaltungszentrum an einem anderen Standort erweitert wurde. Von 1977 bis 1979 baute er für den dänischen „Industrierat“ (Industrirådet) das „Haus der Industrie“ (Industriens Hus) am Rådhuspladsen im Zentrum Kopenhagens.

## Werk (Auszug)
- 1955–1956: Aarhus Rådhus
- 1959: Erweiterung Magasin du Nord, Kopenhagen
- 1963: Restauration Gammel Strand 46, Kopenhagen
- 1965: Bella Center, Kopenhagen
- 1972: Restauration Nyhavn 16, Kopenhagen
- 1977–1979: Industriens Hus, Kopenhagen
- 1984–1986: Restauration Gammel Dok Pakhus, Kopenhagen